# Pisione oerstedi
Pisione oerstedi är en ringmaskart som beskrevs av Grube 1857. Pisione oerstedi ingår i släktet Pisione och familjen Pisionidae.
Artens utbredningsområde är havet kring Nya Zeeland. Inga underarter finns listade i Catalogue of Life.